# Nigcomsat-1
NigComSat-1 (ang. Nigerian Communication Satellite 1 , nigeryjski satelita komunikacyjny) – uniwersalny geostacjonarny satelita telekomunikacyjny wyniesiony dla nigeryjskiej organizacji NIGCOMSAT. Pierwszy w historii nigeryjski i afrykański satelita tego rodzaju. Świadczył komercyjne usługi łącznościowe (telewizja, radio, telefon, internet, telekonferencje) i monitoringu (w tym GPS w oparciu o system EGNOS) poprzez 7 anten obsługujących:
- 4 transpondery pasma C
- 14 transponderów pasma Ku
- 8 transponderów pasma Ka (odbieralne również we Włoszech)[1]
- 2 transpondery pasma L

Umieszczony został nad południkiem 42,5°E i miał pracować przez około 15 lat. Swoim zasięgiem obejmował niemal całą równikową i południowo-zachodnią Afrykę. Jego konstrukcja oparta była na platformie DFH-4: stabilizacja trójosiowa, silniczki na paliwo dwuskładnikowe, panele ogniw słonecznych o mocy 7 kW (latem, przy końcu trwania misji; 9 kW na początku misji).
Jego misja była jednym ze sztandarowych programów rządu Nigerii. Szacuje się, że miała ona stworzyć nawet 150 000 nowych miejsc pracy. Posiadanie własnego satelity przyniesie państwom Afryki oszczędności rzędu 1 mld USD rocznie: 95 mln USD na połączeniach internetowych w samej Nigerii i ponad 900 mln na połączeniach telefonicznych i przesyłaniu danych między państwami Afryki.
Projekt jego budowy, obejmujący skonstruowanie satelity, budowę stacji naziemnych, szkolenie personelu, i in., pochłonął około 450 mln USD. 250 mln USD wyłożyły firmy sudańskie. Za budowę i wystrzelenie statku odpowiedzialne były Chiny, które wygrały wart 311 mln USD przetarg do którego zgłosiło się 21 innych podmiotów.
Misja NigComSat-1 jest także prestiżowa dla Chin. Jest to bowiem pierwszy statek kosmiczny w pełni przygotowany przez Chiny dla klienta zagranicznego, włącznie z wystrzeleniem, budową stacji naziemnych, obsługą finansową, ubezpieczeniem i wyszkoleniem obsługi.

## Awaria
Chińska agencja prasowa Xinhua doniosła, że 10 listopada 2008 o 9:00 GMT statek przestał pracować z powodu wyczerpania akumulatorów, co nastąpiło na skutek błędów w konstrukcji ogniw słonecznych. Satelita został przełączony w tryb awaryjny w celu zdiagnozowania sytuacji.
Już wcześniej, wiosną-latem 2008, niepotwierdzone informacje mówiły, że NigComSat doznał częściowej utraty zasilania. Nie wiadomo czy istnieje związek między tymi dwoma awariami.
18 listopada 2008 dyrektor spółki kierującej NigComSatem potwierdził utratę satelity i przesunięcie go na nieużyteczną orbitę bez możliwości wznowienia działania 9 listopada. Nigeria otrzymała od strony chińskiej ok. 120 mln euro ubezpieczenia, a dotychczasowe zadania satelity przejęły inne satelity chińskie.